# گرگوری میکس
گرگوری میکس (به انگلیسی: Gregory Meeks) نمایندهٔ حوزه انتخابیه پنجم نیویورک از حزب دموکرات ایالات متحده آمریکا در مجلس نمایندگان ایالات متحده آمریکا است که برای نخستین‌بار در ۳ فوریه ۱۹۹۸ میلادی به‌عضویت این مجلس درآمد.